# الیعقوبیه
الیعقوبیه (به عربی: الیعقوبیة) یک روستا در سوریه است که در استان ادلب واقع شده‌است. الیعقوبیه ۴۷۶ نفر جمعیت دارد و ۴۶۰ متر بالاتر از سطح دریا واقع شده‌است.